# اوکی گوشی
اوکی گوشی (به ژاپنی: 浮腰)-(به انگلیسی: Uki goshi) یکی از فنون و تکنیک‌های دستهٔ ناگه-وازا رشتهٔ ورزشی جودو است که در زیردستهٔ کوشی-وازا دسته‌بندی می‌شود. 